# Білка (притока Полтви)
Бі́лка — річка в Україні, в межах Львівського району Львівської області. Права притока Полтви (басейн Західного Бугу).

## Опис
Довжина 39 км, площа водозбірного басейну 245 км². Похил річки 2,4 м/км. Річкова долина трапецієподібна, подекуди коритоподібна, завширшки до 1—2 км. Річище звивисте, завширшки до 2 м, частково відрегульоване, використовується в меліоративній осушувально-зрошувальній системі. Заплава в середній та нижній течії місцями заболочена. Вода використовується для зрошування.

## Розташування
Білка бере початок на схід від села Романів, у північному відгалуженні західної частини Гологорів, неподалік від підніжжя гори Щурихи. Тече переважно на захід, північ та північний схід територією Грядового Побужжя, перетинаючи Звенигородську, Дмитровицьку та Винниківську гради. Впадає до Полтви на північ від села Нижньої Білки.
Притоки: Кабанівка, Марунька (ліві), Кищиця (права).